# رایتا ریو
رایتا ریو (انگلیسی: Raita Ryū؛ زادهٔ ۲۱ ژانویهٔ ۱۹۴۰) بازیگر، و بازیگر سینما اهل ژاپن است.
از فیلم‌ها یا برنامه‌های تلویزیونی که وی در آن نقش داشته‌است می‌توان به جی.ای. سامورایی اشاره کرد.